# Georg Friedrich Wehrs
Georg Friedrich Wehrs, seit 1808 von Wehrs (* 14. Dezember 1753 in Göttingen; † 19. August 1818 in Hannover) war ein deutscher Jurist und Autor.

## Leben
Wehrs studierte ab 1771 Rechtswissenschaften an der Universität Göttingen und ließ sich anschließend als Rechtsanwalt und Notar in Hannover nieder. Er wurde dort zugleich Aufseher des Intelligenz-Comtoirs und vertrat die Interessen als Agent für Bremen und Mecklenburg-Strelitz. Ab 1788 bezeichnete er sich als „von Wehrs.“, wurde aber erst am 25. November 1803 in Wien in den Reichsadelsstand erhoben. Der Großherzog von Mecklenburg-Strelitz verlieh ihm dieserhalb später den Titel eines Geheimen Legationsrats. Er veröffentlichte, unter anderem im Hannoverschen Magazin, zahlreiche Kleinschriften, die sich auf damalige Wirtschaftsfragen, auch des Agrarbereichs, bezogen. Ab 1805 war er korrespondierendes Mitglied der Göttinger Gesellschaft der Wissenschaften. Er war seit 1799 Ritter des schwedischen Wasaordens und wurde 1803 in den Reichsadelsstand erhoben. 1794 wurde er Ehrenmitglied der Russischen Akademie der Wissenschaften in Sankt Petersburg. Seit 1808 war er auswärtiges Mitglied der Bayerischen Akademie der Wissenschaften.
Er wird häufiger mit seinem Bruder Johann Thomas Ludwig Wehrs verwechselt, der Mitglied des Göttinger Hainbunds war. Wehrs war mit Johanne Conrad (1760–1816) verheiratete und aus der Ehe ging der Befreiungskämpfer August von Wehrs hervor. Georg Friedrich Wehrs Schwester Dorothea († 18. Juni 1808) heiratet den Rechtswissenschaftler Georg August Spangenberg (Jurist), sie schrieb ebenfalls für den Hainbund.

## Schriften
- Vom Papier und von den Schreibmassen, derer man sich vor der Erfindung desselben bediente. Ein Schreiben von Herrn G. F. Wehrs, der Rechte Candidat, an Herrn I. D. Lübbers, in Stockelstorf bei Lübeck. Hannover, 1779
- Vom Papier, und den vor der Erfindung desselben üblich gewesenen Schreibmassen. Erster Theil, Hannover, 1788
- Vom Papier, den vor der Erfindung desselben üblich gewesenen Schreibmassen und sonstigen Schreibmaterialien. Bey Johann Jacob Gebauer, Halle 1789
- Oekonomische Aufsätze Hannover 1791
- Neue ökonomisch-technologische Entdeckungen und Aufsätze verschiedenen Inhalts, 1812